# Territoriale prelatuur Trondheim

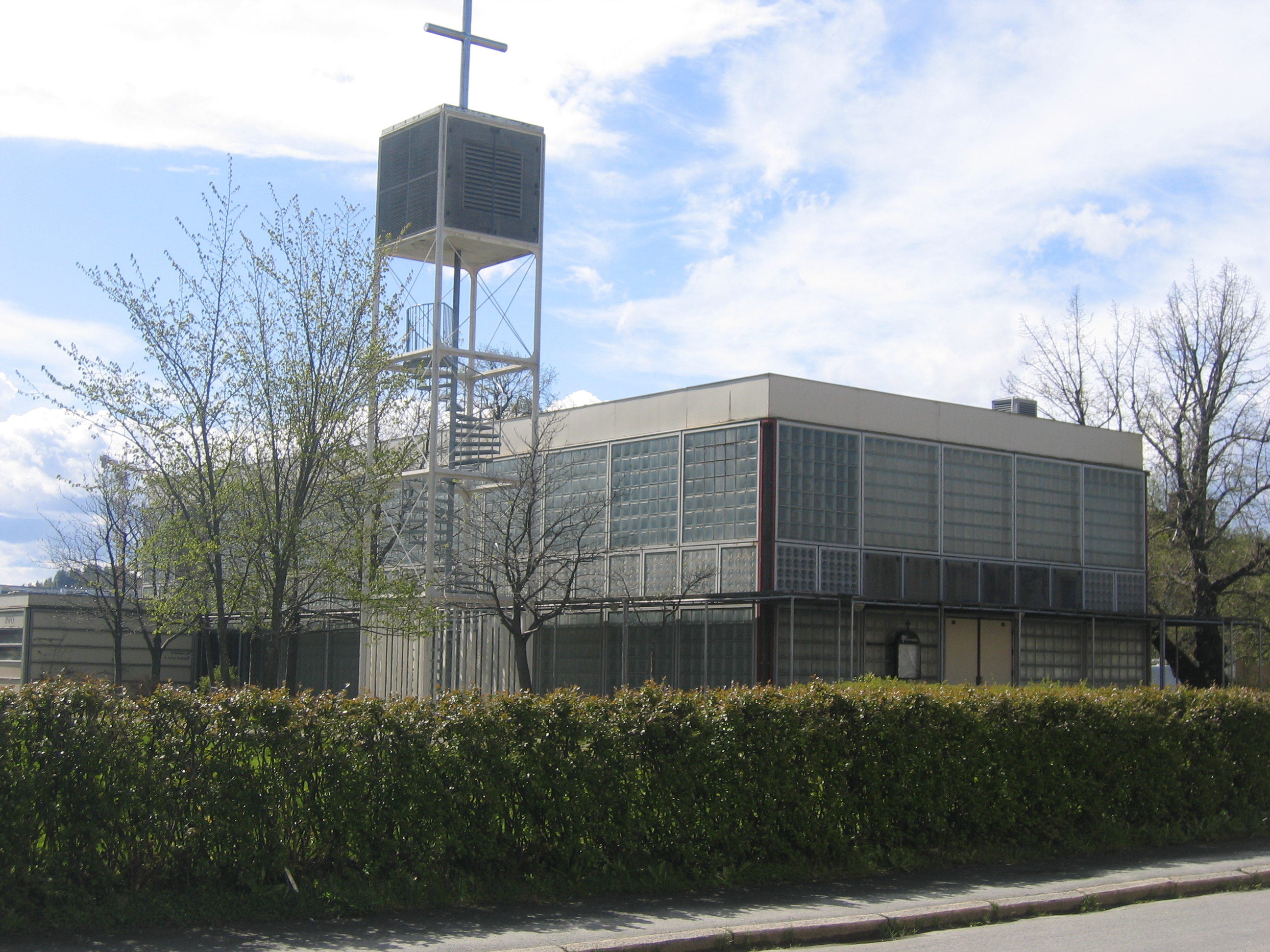
St. Olaf domkerk

De Territoriale prelatuur Trondheim, of verouderd Midden-Noorwegen (Latijn: Praelatura Territorialis Trudensis, Noors: Trondheim katolske stift) is een in Noorwegen gelegen rooms-katholieke territoriale prelatuur met zetel in de stad Trondheim.

## Organisatie
De prelatuur staat als immediatum onder rechtstreeks gezag van de Heilige Stoel. De prelatuur wordt geleid door een bisschop, maar heeft niet de status van een bisdom. Omdat de term prelatuur in Noorwegen ongebruikelijk is wordt de aanduiding "stift" (sticht) gebruikt. In de praktijk functioneert het echter als een regulier bisdom. Het gebied is verdeeld in vijf parochies: Trondheim, Kristiansund, Levanger, Molde en Ålesund.

## Geschiedenis
In 1844 ontplooiden zich in Trondheim de eerste georganiseerde rooms-katholieke activiteiten sinds de Reformatie. In dat jaar verzochten vijf inwoners van de stad om een bezoek van een priester uit Oslo. In 1872 werd de eerste gemeente gesticht. Paus Pius XI verdeelde op 7 april 1931 met de breve Supremi Apostolatus het apostolisch vicariaat Noorwegen in drie kerkrechtelijke districten. Het gebied rond Trondheim werd een missiegebied, aangeduid als Midden-Noorwegen (Norvegia Centrale). Op 10 maart 1944 werd het gebied door paus Pius XII met de bul Digna sane verheven tot apostolische prefectuur. Op 4 februari 1953 werd de prefectuur met de bulSollemne est Nobis verheven tot apostolisch vicariaat en op 28 maart 1979 verhief paus Johannes Paulus II het vicariaat tot territoriale prelatuur met de bul Cum Nobis.

## Prelaten

### Superior van Midden-Noorwegen (1931–1935)
- - 1931–1932 Henrik Irgens (apostolisch administrator)
- 1932–1935 Cyprian Witte SSCC

### Apostolisch prefect van Midden-Noorwegen (1935–1953)
- 1935–1945 Cyprian Witte SSCC
- 1945–1953 Antonius Deutsch SSCC

### Apostolisch vicaris van Midden-Noorwegen (1953–1979)
- 1953–1974 Johannes Rüth SSCC
- 1974–1979 Gerhard Schwenzer SSCC

### Prelaat van Trondheim
- 1979–1983 Gerhard Schwenzer SSCC
  - 1983–1988 Gerhard Schwenzer SSCC (administrator, sede vacante)
  - 1988–1997 Georg Müller SSCC (administrator, sede vacante)
- 1997–2009 Georg Müller SSCC
  - 2009-2019 Bernt Ivar Eidsvig CRSA (administrator, sede vacante)
- 2019- Erik Varden, O.C.S.O.